# Elmurat Tasmuradov
Elmurat Zulypkarovich Tasmuradov (em usbeque:  Эльмурат Ташмурадов; Tashkent, 12 de dezembro de 1991) é um lutador de estilo greco-romana usbeque, medalhista olímpico.

## Carreira
Tasmuradov competiu na Rio 2016, na qual conquistou a medalha de bronze, na categoria até 59 kg.